# Topobea trianaei
Topobea trianaei är en tvåhjärtbladig växtart som beskrevs av Célestin Alfred Cogniaux. Topobea trianaei ingår i släktet Topobea och familjen Melastomataceae. Inga underarter finns listade i Catalogue of Life.